# كاثرين آرلي
كاثرين آرلي (بالفرنسية: Catherine Arley)‏ (20 ديسمبر 1924، باريس في فرنسا)؛ كاتِبة وروائية فرنسية.

## روابط خارجية
- كاثرين آرلي على موقع IMDb (الإنجليزية)
- كاثرين آرلي على موقع أول موفي (الإنجليزية)
- كاثرين آرلي على موقع قاعدة بيانات الفيلم (الإنجليزية)
- كاثرين آرلي على موقع كينوبويسك (الروسية)